# 奧蘭古島
奧蘭古島（Orango）是西非國家畿內亞比紹的島嶼，由博拉馬區負責管轄，屬於比熱戈斯群島一部分，位於大西洋海域，距離主大陸約60公里，面積122.7平方公里。